# Анна Снегина (поэма)
«Анна Снегина» — автобиографическая поэма Сергея Есенина, написанная в декабре 1924 года. В основу легли воспоминания поэта о том, как он посетил родное село, о революции, о безответной любви в юности. Поэма посвящена А. Воронскому. Впервые отрывки из поэмы были опубликованы весной 1925 года в журнале «Город и деревня». Полностью поэму напечатали в газете «Бакинский рабочий» в № 95 и № 96 первого и третьего мая.

## Действующие лица
- Сергуша — главный герой, от лица которого ведётся повествование. Это образ самого Есенина, но полного совпадения между героем «Анны Снегиной» и самим Есениным нет[2].
- Анна Снегина (прототип: Л. И. Кашина)[1].
- Прон Оглоблин — один из жителей села, собирательный образ, активист. Есть у Прона и отрицательные характеристики: он много пьёт, а в прошлом совершил убийство. Прототипом героя послужил односельчанин поэта, рабочий коломенского завода Пётр Яковлевич Мочалин[2]. Мочалин обладал большими организаторскими способностями, был страстным агитатором. Как выяснилось позже, Мочалин «был делегатом Первого Всероссийского съезда крестьянских депутатов <…> Полный впечатлений от ленинских идей, Мочалин вернулся в родное село, занялся пропагандистской работой. После Великого Октября он был военным комиссаром Коломны, председателем исполкома Коломенского Совета»[3].
- Возница, мельник, жена мельника и др. — типичные представители сельской местности, которых встречает главный герой в своих поездках в деревню.
- Лабутя — брат Прона, ветеран Русско-японской войны (1904-1905 годов).

## Сюжет
Молодой поэт (подразумевается сам автор) возвращается в родное село Радово (сам же поэт приезжал в родное Константиново летом 1917—1918 годов), устав от бурных революционных событий. Герой отмечает, какие изменения произошли в его селе. Вскоре он встречается с крестьянами из Криуши, в частности с Проном Оглоблиным. Те расспрашивают знаменитого поэта, приехавшего из столицы, о положении дел, о том, кто же такой Ленин.
Позже к поэту приезжает молодая помещица Анна Снегина, в которую он был влюблён в шестнадцатилетнем возрасте. Они вспоминают прошлое, молодость, свои мечты.
Спустя какое-то время, Сергуша приезжает в Криушу по просьбе Прона и оказывается вовлечённым в бунт: криушские крестьяне требуют от Снегиной отдать землю. Приходит известие о том, что на войне убили Борю — мужа Снегиной. Снегина в гневе на поэта, которому доверяла.
Проходит время. В октябре Сергей получает известие от Прона Оглоблина о том, что произошла революция и скоро все помещичьи земли перейдут в общинную собственность. Земля достаётся крестьянам. Сергуша попадает в усадьбу Снегиных и у них с Анной происходит откровенный разговор. Анна, попросив прощение за обиду, уезжает вместе с матерью. Лирический герой возвращается в Петроград. А через некоторое время получает письмо от мельника, в котором говорится, что Прон Оглоблин был расстрелян отрядом Деникина. Приехав навестить мельника, поэт получает второе письмо, от Анны из Лондона.

## История создания
Поэма «Анна Снегина» была написана С. Есениным во время его 2-й поездки на Кавказ в 1924—1925 гг. В ходе этой поездки Есенин бывал в Баку, Тифлисе, Батуми. Черновой автограф поэмы содержит пометку: «1925 г. Батум».
Тициан Табидзе, цитируя слова Кнута Гамсуна, пишет, что «русские императоры возвели в обычай ссылать опальных поэтов на Кавказ, но Кавказ из места ссылки превращался для поэтов в источник вдохновения». То же было и с С. Есениным. По словам Табидзе, «пример Пушкина влёк его на Кавказ». Состояние поэта до поездки так описывает Табидзе:

До этого С. Есенин уже успел побывать в Европе и Америке. Но что могла дать его мятущейся душе иссушенная поэзия Запада? Он сам рассказывал, что никогда раньше не чувствовал такой суеты и холода, как именно в тот период.
Внешний успех на западе не излечил его внутреннего кризиса, и он вместо успокоения чувствовал какое-то ожесточение. Ему хотелось сразу наверстать пропущенное вдохновение, он чувствовал неиссякаемый творческий голод.
— Т. Табидзе. «С. Есенин в Грузии», 1927
Хотя, находясь за границей, Есенин работал над поэмами «Страна негодяев» и «Чёрный человек» и написал несколько лирических стихов, сам поэт позже, в письме Г. А. Бениславской, подчёркивал творческую пустоту этого периода: «ведь я почти 2 года ничего не писал, когда был за границей».
Поездки Есенина на Кавказ в 1924—1925 гг. действительно стали весьма плодотворным временем в жизни Есенина. Есенин выпустил сборник стихов в типографии «Красный восток», печатался в местном издательстве. Был написан цикл стихотворений «Персидские мотивы», стихи из сборников «Русь Советская», «Страна Советская», поэмы «Анна Снегина», «Цветы» и др. Позже, по утверждению Т. Табидзе в своих мемуарах, С. Есенин писал ему, что «зима в Тифлисе навсегда останется лучшим воспоминанием».
По мнению издателей «Полного собрания сочинений в семи томах» С. Есенина, замысел поэмы «Анна Снегина» возник, вероятнее всего, после поездок в родное село Константиново, в конце мая — начале июня и в августе 1924 г. Писатель Ю. Н. Либединский вспоминал о впечатлениях, которыми делился с ним Есенин после поездки в Константиново в августе этого года: «— Знаешь, я сейчас из деревни… ‹…› А всё Ленин! Знал, какое слово надо сказать деревне, чтобы она сдвинулась. Что за сила в нём, а? ‹…› И всё, что он мне тут же рассказал о деревенских делах, потом, словно процеженное, превратилось в его знаменитых стихах о деревне и в „Анне Снегиной“ в чистое и ясное слово поэзии».
К поэме «Анна Снегина» С.Есенин приступил в конце 1924 г. Ещё работая над поэмой «Цветы», он уже уделял внимание «Анне Снегиной». 14 декабря 1924 г. поэт сообщил П. Чагину: «Теперь сижу в Батуме. Работаю и скоро пришлю Вам поэму, по-моему, лучше всего, что я написал», там же он восхищается бакинской погодой: «Здесь такие чудные дни, как в мой первый приезд в Баку». В письме Г. А. Бениславской от 17 декабря 1924 Есенин писал об этом времени: «Работается и пишется мне дьявольски хорошо». Через 3 дня ей же он пишет:

Я слишком ушёл в себя и ничего не знаю, что я написал вчера и что напишу завтра.
Только одно во мне сейчас живёт. Я чувствую себя просветлённым, не надо мне этой глупой шумливой славы, не надо построчного успеха. Я понял, что такое поэзия. ‹…› Я скоро завалю Вас материалом. Так много и легко пишется в жизни очень редко.
— Есенин С.А. Письмо Бениславской Г. А., 20 декабря 1924 г. Батум
Несмотря на значительный размер, поэма «Анна Снегина» была написана в короткий срок. 20 января Есенин просил Г. А. Бениславскую: «Скажите Вардину, может ли он купить у меня поэму 1000 строк. Лиро-эпическая. Очень хорошая». О завершении работы над «Анной Снегиной» Есенин сообщил также в письме к Н. К. Вержбицкому от 26 января: «Сейчас заканчиваю писать очень большую поэму. Приеду, почитаю». Уже в феврале Есенин сообщает Г. А. Бениславской: «Скажите Вардину, поэму высылаю».
Живя в Батуми, С. Есенин большую часть времени находился в относительном уединении, пытаясь покончить со старой бурной жизнью, кабаками и пьянками, об этом он сам пишет в своих письмах. Этому поспособствовал и журналист Лев Повицкий, который запирал его на ключ с утра до 3-х часов дня, чтобы Есенин спокойно работал и никто его не беспокоил. Но, если в начале Есенин восхищался Батумским солнышком и «чудным дням», то уже вскоре Есенину наскучил этот маленький город и сырая холодная погода, пришедшая в Батуми позже, на что он неоднократно жаловался в своих письмах: «Здесь очень скверно. Выпал снег. Ужасно большой занос. Потом было землетрясение. Я страшно скучаю. Батум хуже деревни» (20 января); «Мне дьявольски было трудно в моём летнем пальто при неожиданной батумской погоде» (между 3 и 7 марта).
В этот же период, в последние два месяца 1924 года и в январе 1925-го, Есенин написал, кроме нескольких стихотворений из «Персидских мотивов», ещё ряд стихов-посланий, некоторые из которых писатели Ст. и С. Куняевы называют «самыми пессимистическими, самыми безнадёжными страницами поэзии Есенина», а весь цикл — «запредельно пессимистическим». В этих стихах Есенин впадает в «грех уныния». Поэта одолевает отчаяние. Куняевы называют поэму «Анна Снегина» «неведомым для него душевным подвигом», который поэт совершает, чтобы преодолеть отчаяние. «Воспоминание о безответной, но счастливой любви стало для него „роковой зацепкой за жизнь“ на переломе 1924—1925 годов, когда его, казалось, оставили все душевные силы», — пишут Куняевы.
Вернувшись 1 марта в Москву, Есенин набело переписал поэму и сдал А. К. Воронскому в «Красную Новь». Между 3 и 7 марта Есенин пишет в письме П. И. Чагину: «вышли деньги мне за поэму, которую тебе посылаю — „Анна Снегина“ ‹…› „Анна Снегина“ через два месяца выйдет в 3 № „Кр<асной> нови“. Печатай скорей. Вещь для меня оч<ень> выигрышная, и через два-три месяца ты увидишь её на рынке отдельной книгой». Но при жизни поэта «Анна Снегина» не была издана отдельной книгой. Впервые «Анна Снегина» была напечатана в газете «Бакинский рабочий» в 2-х частях: 1 мая в № 95 и 3 мая в № 96. В Красной Нови поэма была напечатана в 4-м номере, в мае.

## Лироэпическая поэма
Сам Есенин определил жанр «на глазок»: лироэпическая поэма. Некоторые исследователи считают, что это определение не совсем точно выражает её жанровое своеобразие. В. Турбин, к примеру, называет «Анну Снегину» «повестью в стихах» и находит в ней сходство с «Евгением Онегиным». По мысли Турбина, на сходство намекает и соотнесенность, внутренняя зарифмованность названий: О-негин, С-негина.
Ещё одно определение предложил А. Квятковский, автор авторитетного «Поэтического словаря»: последняя крупная вещь Есенина — стихотворная новелла, то есть повествование с напряжённым романным сюжетом и неожиданной концовкой.

## Отражение в культуре

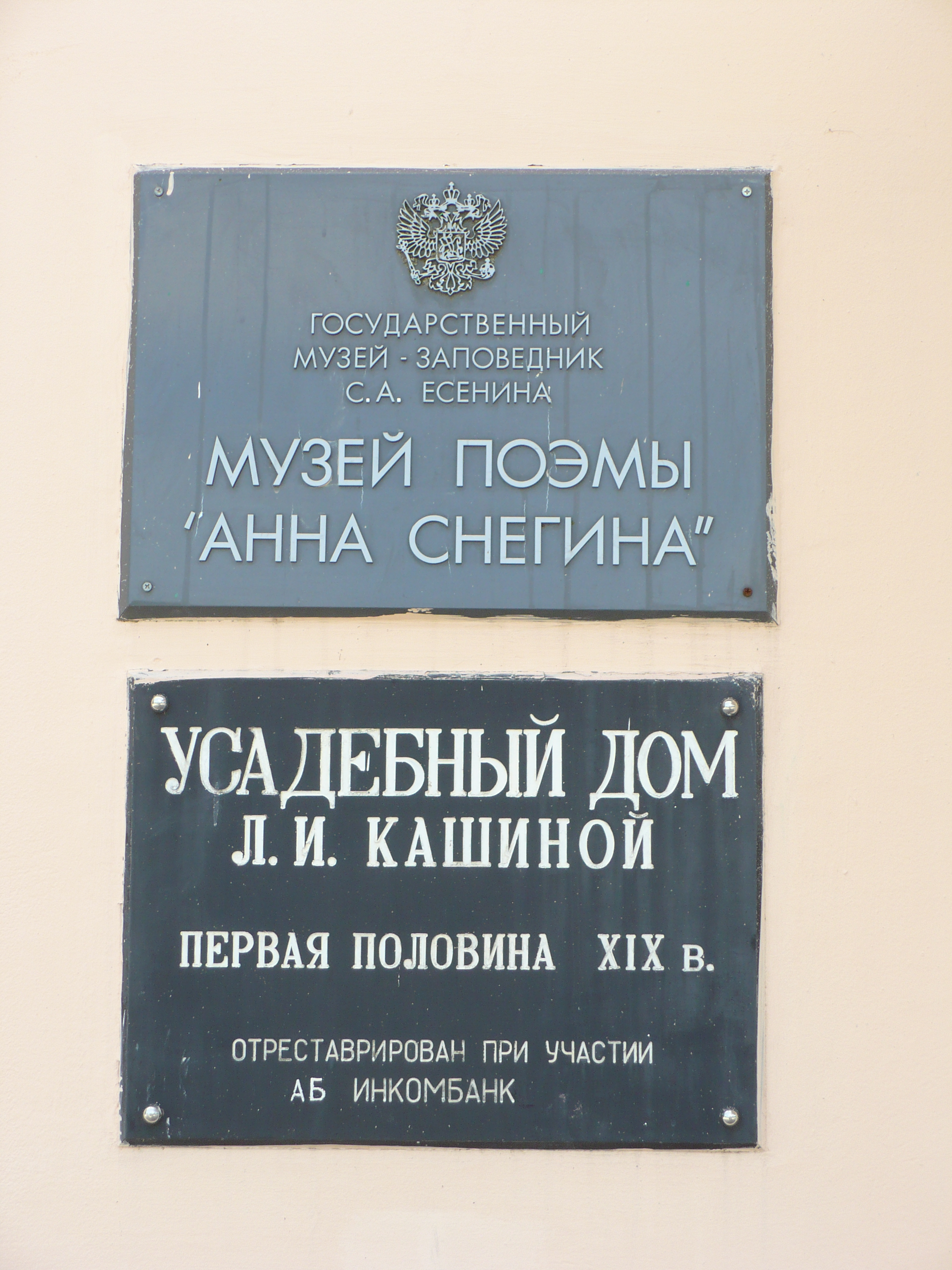
Музей поэмы в усадьбе Кашиной.

Поэма «Анна Снегина» широко отразилась в культуре.
В 1968 поэма была записана на пластинку во Всесоюзной студии грамзаписи «Мелодия». Текст читал Народный артист РСФСР Алексей Консовский. Ещё поэму под запись читали С. М. Леонтьев, С. Ю. Юрский.
Записали радиоспектакль «Анна Снегина» (режиссёр — Евгений Агафонов).
Поэма неоднократно инсценировалась. В 1966 г. композитор А. Н. Холминов написал по поэме С. А. Есенина одноимённую оперу. Эта опера (с либретто А. Машистова) ставилась в Ленинградском академическом театре оперы и балета им. С. М. Кирова (1967), в оперных театрах г. Горького, Улан-Удэ, народном театре Астрахани, Югочешском театре из Чешских Будейовиц (1976). Другой советский композитор В. Г. Агафонников в 1968 г. также написал по поэме одноимённую оперу. По его опере (либретто Г. Шапиро) в 1969 г. был снят телефильм — телеопера «Анна Снегина», с Виталием Безруковым в роли Есенина и Ёлой Санько в роли Анны Снегиной. Это было первое воплощение образа Есенина в кино в истории российского кинематографа. В 1979—1982 гг. поэма ставилась в театрах Рязани, Риги и в Италии.
В рамках ежегодного фестиваля «Музыкальное лето в Константиново», проходящего на территории Государственного музея-заповедника С. А. Есенина, в родном селе поэта, неоднократно ставился спектакль «Анна Снегина», где Есенина играл актёр Московского театра им. Н. Гоголя Сергей Карякин, а Анну Снегину — актриса МХАТ им. Горького Е. Лисовая. Премьера состоялась в 2002. В 2003 спектакль был снят на камеру, и по его материалам выпущен фильм-спектакль.
В 2007 свой спектакль по поэме Есенина поставил Народный артист Белоруссии и Заслуженный артист РСФСР Владимир Гостюхин. Спектакль 5 раз с аншлагом прошёл в Минске на сцене Театра-студии киноактёра. Спектакль потом неоднократно был показан в других городах в рамках различных фестивалей и встреч.
В 1995 году, к 100-летию со дня рождения Сергея Есенина в доме Л. И. Кашиной был открыт Музей есенинской поэмы «Анна Снегина».